# Ідайна (Міссурі)
Ідайна (англ. Edina) — місто (англ. city) в США, в окрузі Нокс штату Міссурі. Населення — 1012 особи (2020).

## Географія
Ідайна розташована за координатами 40°10′5″ пн. ш. 92°10′23″ зх. д. / 40.16806° пн. ш. 92.17306° зх. д. (40.168013, -92.172993).  За даними Бюро перепису населення США в 2010 році місто мало площу 3,40 км², з яких 3,38 км² — суходіл та 0,02 км² — водойми.

## Демографія
Згідно з переписом 2010 року, у місті мешкало 1176 осіб у 535 домогосподарствах у складі 312 родин. Густота населення становила 346 осіб/км².  Було 667 помешкань (196/км²).
Расовий склад населення:
| - 98,6 % — білих - 0,4 % — корінних американців - 0,4 % — чорних або афроамериканців - 0,1 % — азіатів |

До двох чи більше рас належало 0,4 %. Частка іспаномовних становила 0,6 % від усіх жителів.
За віковим діапазоном населення розподілялося таким чином: 22,7 % — особи молодші 18 років, 53,2 % — особи у віці 18—64 років, 24,1 % — особи у віці 65 років та старші. Медіана віку мешканця становила 46,0 року. На 100 осіб жіночої статі у місті припадало 85,2 чоловіків;  на 100 жінок у віці від 18 років та старших — 83,3 чоловіків також старших 18 років.
Середній дохід на одне домашнє господарство  становив 37 736 доларів США (медіана — 28 313), а середній дохід на одну сім'ю — 48 521 долар (медіана — 40 625). Медіана доходів становила 36 328 доларів для чоловіків та 24 861 долар для жінок. За межею бідності перебувало 31,7 % осіб, у тому числі 38,2 % дітей у віці до 18 років та 16,7 % осіб у віці 65 років та старших.
Цивільне працевлаштоване населення становило 502 особи. Основні галузі зайнятості: освіта, охорона здоров'я та соціальна допомога — 25,5 %, роздрібна торгівля — 12,9 %, будівництво — 10,4 %, науковці, спеціалісти, менеджери — 10,0 %.